# قاموس سيدني
قاموس سيدني هو موقع ويب من نوع موسوعة إنترنت أنشئ في 2007، ومحتواه الأساسي حول سيدني وكتابة سيرة.

## وصلات خارجية
- الموقع الرسمي